# جورج بومبيدو
جورج جان ريموند بومبيدو (بالفرنسية: Georges Jean Raymond Pompidou)، (5 يوليو 1911 - 2 أبريل 1974)، سياسي فرنسي شغل منصب رئيس فرنسا من عام 1969 حتى وفاته في عام 1974. كان سابقًا رئيس وزراء فرنسا من عام 1962 إلى عام 1968 - وهي أطول فترة لهذا المنصب. عمل كأحد كبار مساعدي الرئيس شارل ديغول لفترة طويلة. عند عمله كرئيس للدولة، كان بومبيدو محافظًا معتدلًا وأصلح علاقة فرنسا بالولايات المتحدة وحافظ على علاقات إيجابية مع المستعمرات السابقة المستقلة حديثًا في إفريقيا.
عزز حزبه السياسي المسمى اتحاد الديمقراطيين من أجل الجمهورية (بالفرنسية: Union des démocrates pour la République)، لجعله معقلًا للحركة الديجولية. تحظى رئاسة بومبيدو عمومًا بتقدير كبير من قبل المعلقين السياسيين الفرنسيين.

## سيرته الشخصية
وُلد بومبيدو في مدينة مونتبوديف في مقاطعة كانتال في وسط فرنسا. بعد إنهائه مرحلة الحاجة (برنامج لمدة سنتين بعد التخرج من المدرسة الثانوية لإعداد الطلاب الجامعيين لامتحان القبول التنافسي للمدارس العليا) في مدرسة لويس الكبير الثانوية، حيث أصبح صديقًا للشاعر ورجل الدولة السنغالي المستقبلي ليوبولد سيدار سنغور، التحق بمدرسة نورمال العليا، التي تخرج منها بدرجة جامعية في الأدب.
درس الأدب لأول مرة في مدرسة هنري الرابع في باريس حتى عُين في عام 1953 من قبل قاي دي روتشيلد للعمل في روتشيلد. عُين في عام 1956 مديرًا عامًا للبنك، وهو المنصب الذي شغله حتى عام 1962. عينه شارل ديغول في وقت لاحق لإدارة مؤسسة آن ديغول لمتلازمة داون (كانت ابنة ديغول آن تعاني من متلازمة داون).

## رئيس الوزراء

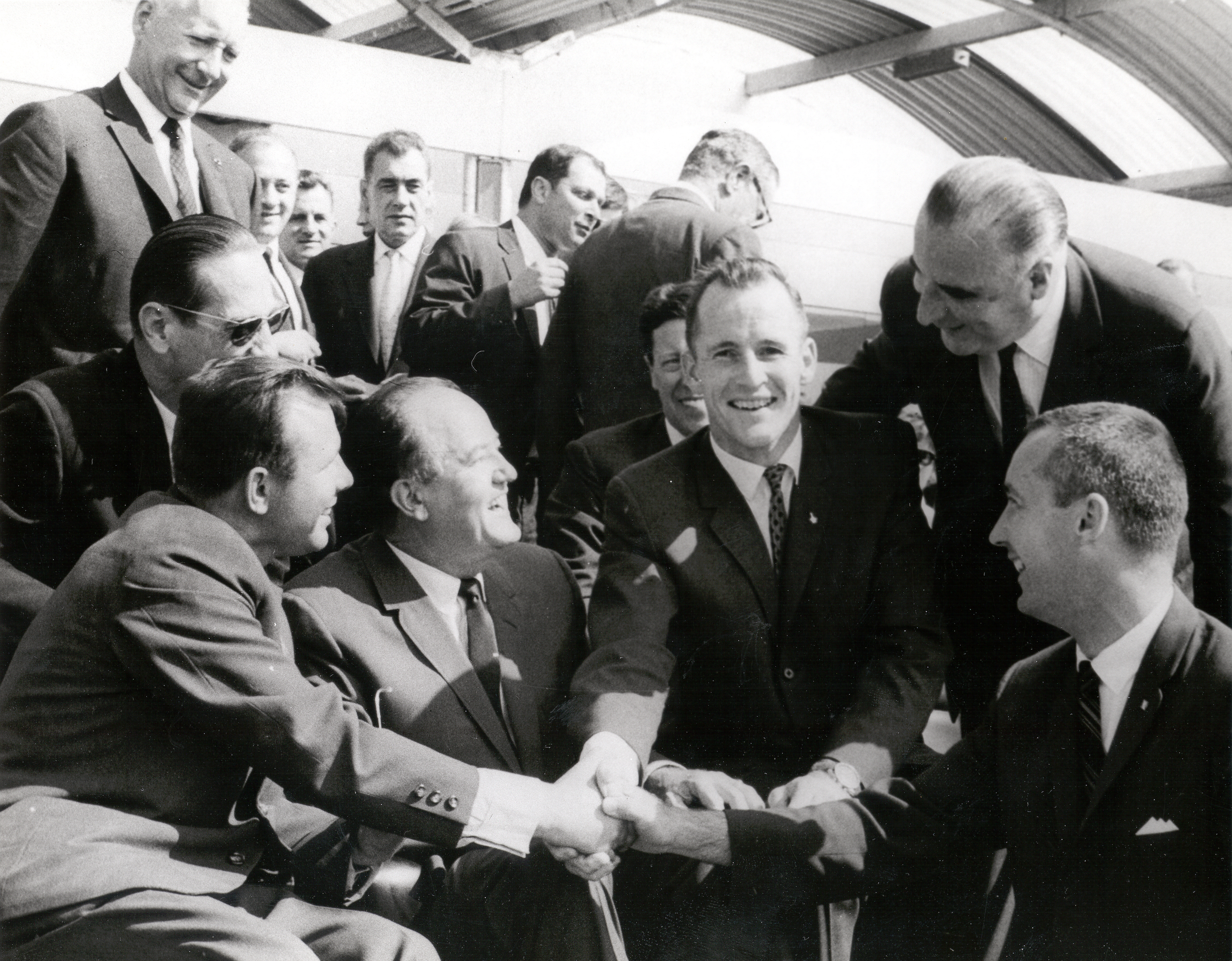
رواد الفضاء في جيميني 4 يلتقون بيوري جاجارين

عمل جاك شيراك كمساعد لرئيس الوزراء بومبيدو وذكر:
«أظهر الرجل أنه متكتم وبارع وماكر قليلاً - وهو ما كان عليه، إلى حد ما. ومع ذلك، كان ذكاؤه وثقافته وكفاءته في المقام الأول وذلك ما منحه سلطة لا تقبل الجدل وتُحترم من الجميع... أتذكر حواجبه الكبيرة غير المرتبة ونظرته الثاقبة واللطيفة للغاية وابتسامته الحكيمة، المليئة بالبهجة والمشاعر ويتميز صوته بنبرة رائعة منخفضة ودافئة ورقيقة وشخصية قوية وجذابة. بطبيعة الحال، كان بومبيدو متحفظًا، وقليل الانفعالات العاطفية، إذ لم يقم أي علاقات وثيقة مع زملائه.»
شغل منصب رئيس وزراء فرنسا في عهد ديغول بعد استقالة ميشيل دوبريه، من 14 أبريل 1962 إلى 10 يوليو 1968، وتُعد هذه أطول فترة رئاسية للوزراء حتى يومنا هذا في ظل الجمهورية الفرنسية الخامسة. كان ترشيحه مثيرًا للجدل لأنه لم يكن عضوًا في الجمعية الوطنية. هُزم في أكتوبر 1962 في تصويت بحجب الثقة، لكن حل ديغول الجمعية الوطنية. فاز الديغوليون في الانتخابات التشريعية وأعيد تعيين بومبيدو كرئيس للوزراء. واجه في عام 1964 إضراب عمال المناجم. وقاد الحملة التشريعية لعام 1967 لاتحاد الديمقراطيين من أجل الجمهورية الخامسة إلى نصر ضئيل. كان يُنظر إلى بومبيدو على نطاق واسع على أنه مسؤول عن الحل السلمي لانتفاضة الطلاب في مايو 1968. كانت استراتيجيته هي كسر تحالف الطلاب والعمال من خلال التفاوض مع النقابات وأرباب العمل (مؤتمر غرينيل).
ومع ذلك نشأت خلافات بين بومبيدو وديغول خلال أحداث مايو 1968. لم يفهم بومبيدو سبب عدم إبلاغ الرئيس له برحيله إلى بادن بادن في 29 مايو. كانت علاقتهما حتى ذلك الحين جيدة جدًا، لكنها توترت بعد ذلك. قاد بومبيدو وفاز بالحملة التشريعية عام 1968، وأشرف على انتصار هائل للحزب الديجولي، ثم استقال. ومع ذلك، وبسبب أفعاله خلال أزمة مايو 1968، فقد ظهر كخليفة طبيعي لديغول. أعلن بومبيدو ترشحه للرئاسة في يناير 1969. بعد بضعة أسابيع، ذُكر اسم زوجته في قضية ماركوفيتش، ما جعل منه ديوثًا أمام الجميع.

## وفاته في مكتبه
توفي جورج بومبيدو في مكتبه في الثاني من أبريل عام 1974.

## روابط خارجية
- جورج بومبيدو على موقع IMDb (الإنجليزية)
- جورج بومبيدو على موقع ميتاكريتيك (الإنجليزية)
- جورج بومبيدو على موقع الموسوعة البريطانية (الإنجليزية)
- جورج بومبيدو على موقع مونزينجر (الألمانية)
- جورج بومبيدو على موقع ألو سيني (الفرنسية)
- جورج بومبيدو على موقع إن إن دي بي (الإنجليزية)
- جورج بومبيدو على موقع ديسكوغز (الإنجليزية)
- جورج بومبيدو على موقع قاعدة بيانات الفيلم (الإنجليزية)
- جورج بومبيدو على موقع كينوبويسك (الروسية)